# Еддісон (Техас)
Еддісон (англ. Addison) — місто (англ. town) в США, в окрузі Даллас штату Техас. Населення — 16 661 особа (2020).

## Географія
Еддісон розташований за координатами 32°57′31″ пн. ш. 96°50′13″ зх. д. / 32.95861° пн. ш. 96.83694° зх. д. (32.958508, -96.836985).  За даними Бюро перепису населення США в 2010 році місто мало площу 11,35 км², з яких 11,34 км² — суходіл та 0,01 км² — водойми.

## Демографія
Згідно з переписом 2010 року, у місті мешкало 13 056 осіб у 7378 домогосподарствах у складі 2663 родин. Густота населення становила 1150 осіб/км².  Було 8419 помешкань (742/км²).
Расовий склад населення:
| - 67,7 % — білих - 11,8 % — чорних або афроамериканців - 7,4 % — азіатів - 0,4 % — корінних американців - 9,0 % — осіб інших рас |

До двох чи більше рас належало 3,6 %. Частка іспаномовних становила 25,2 % від усіх жителів.
За віковим діапазоном населення розподілялося таким чином: 14,5 % — особи молодші 18 років, 78,3 % — особи у віці 18—64 років, 7,2 % — особи у віці 65 років та старші. Медіана віку мешканця становила 32,5 року. На 100 осіб жіночої статі у місті припадало 99,4 чоловіків;  на 100 жінок у віці від 18 років та старших — 99,1 чоловіків також старших 18 років.
Середній дохід на одне домашнє господарство  становив 86 322 долари США (медіана — 67 695), а середній дохід на одну сім'ю — 110 754 долари (медіана — 79 055). Медіана доходів становила 65 850 доларів для чоловіків та 46 296 доларів для жінок. За межею бідності перебувало 10,0 % осіб, у тому числі 14,1 % дітей у віці до 18 років та 10,0 % осіб у віці 65 років та старших.
Цивільне працевлаштоване населення становило 10 382 особи. Основні галузі зайнятості: науковці, спеціалісти, менеджери — 22,6 %, освіта, охорона здоров'я та соціальна допомога — 16,6 %, роздрібна торгівля — 11,5 %, фінанси, страхування та нерухомість — 11,4 %.